# Station Grzędzice Stargardzkie
Station Grzędzice Stargardzkie is een spoorwegstation in de Poolse plaats Grzędzice.